# 川奈ホテルゴルフコース
川奈ホテルゴルフコース（かわなホテルゴルフコース）は、静岡県伊東市にある川奈ホテル付属のゴルフコース。
大島コースと富士コースがある。最初に設置されたのは大島コースで、一般的にはトーナメントが開催されている富士コースの知名度が高い。

## 富士コース概要
眼下に太平洋を望む日本が世界に誇る絶景シーサイドコース。
開場は第二次世界大戦の前の1936年で、地面は溶岩台地であったため、小田原から船で土を運び、土の中の種を殺すために1度焼いてからコース内に土を2ｍ敷き詰め、目砂をして芝を貼って重機もない時代に人力のみで造られたコース。
設計者はイギリス人のC･H･アリソン。
戦時中は東條英機に目をつけられ、近所から牛を借りてきて牧場に偽装したというエピソードが残っている。
しかし結局は日本軍に接収され横須賀海軍川奈分院として川奈ホテルは使用される。
日本国内だけでなく、世界でも屈指の難コースとして知られていて、特に通常15、16、17番(トーナメントでは16、17、18番)の上がり3ホールは『神に祈る』と言う意味も込めて《アーメンコーナー》と言われている（名称の由来は米国・オーガスタによる）。15番は左側が断崖絶壁の海という絶景ホール。16番は川奈名物の砲台グリーンが山の天辺を思わす急斜度でそびえていて、一寸でもラフに入ると崖下へ落ちてしまう。17番も打ち上げのホールになっている。11番は川奈崎灯台へと向かって打つロングで海越しの富士山を望むことができ、12番はグリーンから川奈灯台を振り返れば美しい絶景を望むことができる。グリーンは芝目の強い高麗芝であるため、パットの難易度も非常に高く、冬は超高速で夏は重たくなるのが特徴。
また富士コースの難しさはそれだけではなく、強く変わりやすい海風。顎の高い設計者の名前が付いたアリソンバンカー。アップダウンのあるフェアウェイが難攻不落の富士コースと称されるほど。
2004年までは男子ゴルフの「フジサンケイクラシック」が開催されていたが、2005年からは男子と女子のコース及び開催時期を入れ替える形で「フジサンケイレディスクラシック」が行われている。
なお、大会開催時には、ギャラリースタンド建設および大会演出上の都合のため、17番ホールを18番ホールに、18番ホールを1番ホールに…という順番で1ホールずつずらしての開催となる。これについて、ゴルフトーナメントプロデューサー・戸張捷はフジテレビ739（ONE）で放送された「フジサンケイクラシック黄金伝説」の1980年大会の放送後に付録として述べた回想にて「1980年代からテレビ全盛の時代になるにあたり、折角ならテレビ映りの良い景色のあるコースでやったらどうか」ということで、運営主体を産経新聞社からフジテレビに移すにあたり、当コースに移設したとしており、加えて「海の見える景色を配慮したレイアウトを」として、通常は17番ホールであるところを18番ホールにするなどの工夫を凝らしたことで、「それらが様々なドラマを生み出した」と述べている。本文中では大会開催時のホール番号で記載している。
富士コースは、日本を代表するゴルフ場の一つで、世界のゴルフコースランキングでも日本のゴルフ場の中で常にトップにランクされる。USゴルフマガジン誌やUSゴルフダイジェスト誌などによる「世界トップ100コース（Top 100 Courses in the World）」にランキング入りし、海外で高い評価を受けている。

## 住所
- 〒414-0044　静岡県伊東市川奈1459

## アクセス

### 車の場合
- 小田原厚木道路/小田原西ICより54km

### 電車の場合
- 利用路線：伊東線・伊東駅下車　　
  - クラブバス：なし
  - タクシー：伊東駅から15分

## トーナメント開催情報
- フジサンケイレディスクラシック（2005年）
- フジサンケイクラシック（1981年 - 2004年）
- アイゼンハワートロフィー（1962年）

## ギャラリー

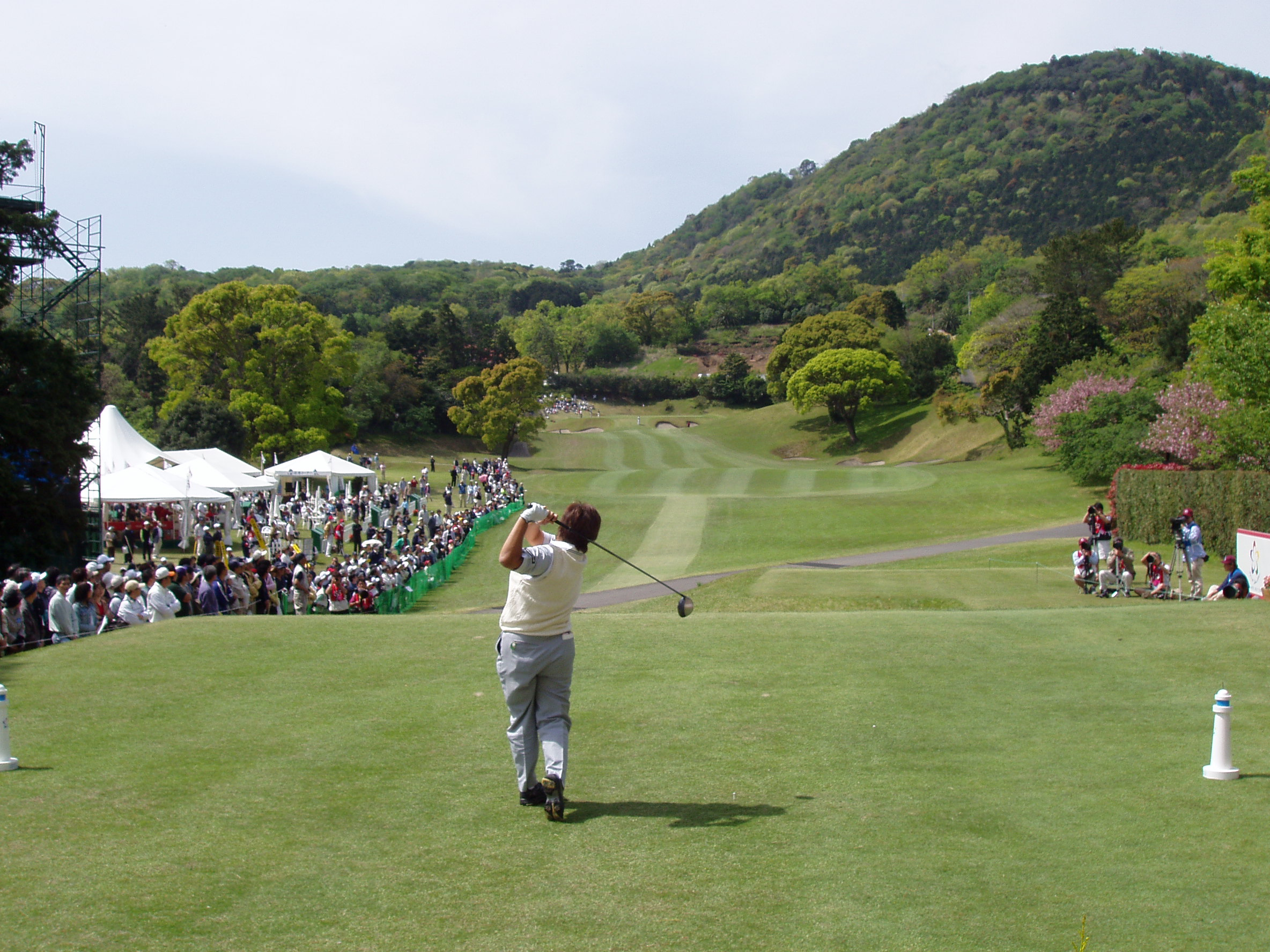
第24回フジサンケイレディスクラシック 1番ホール 岡本綾子のテイーショット（2005年4月23日撮影）
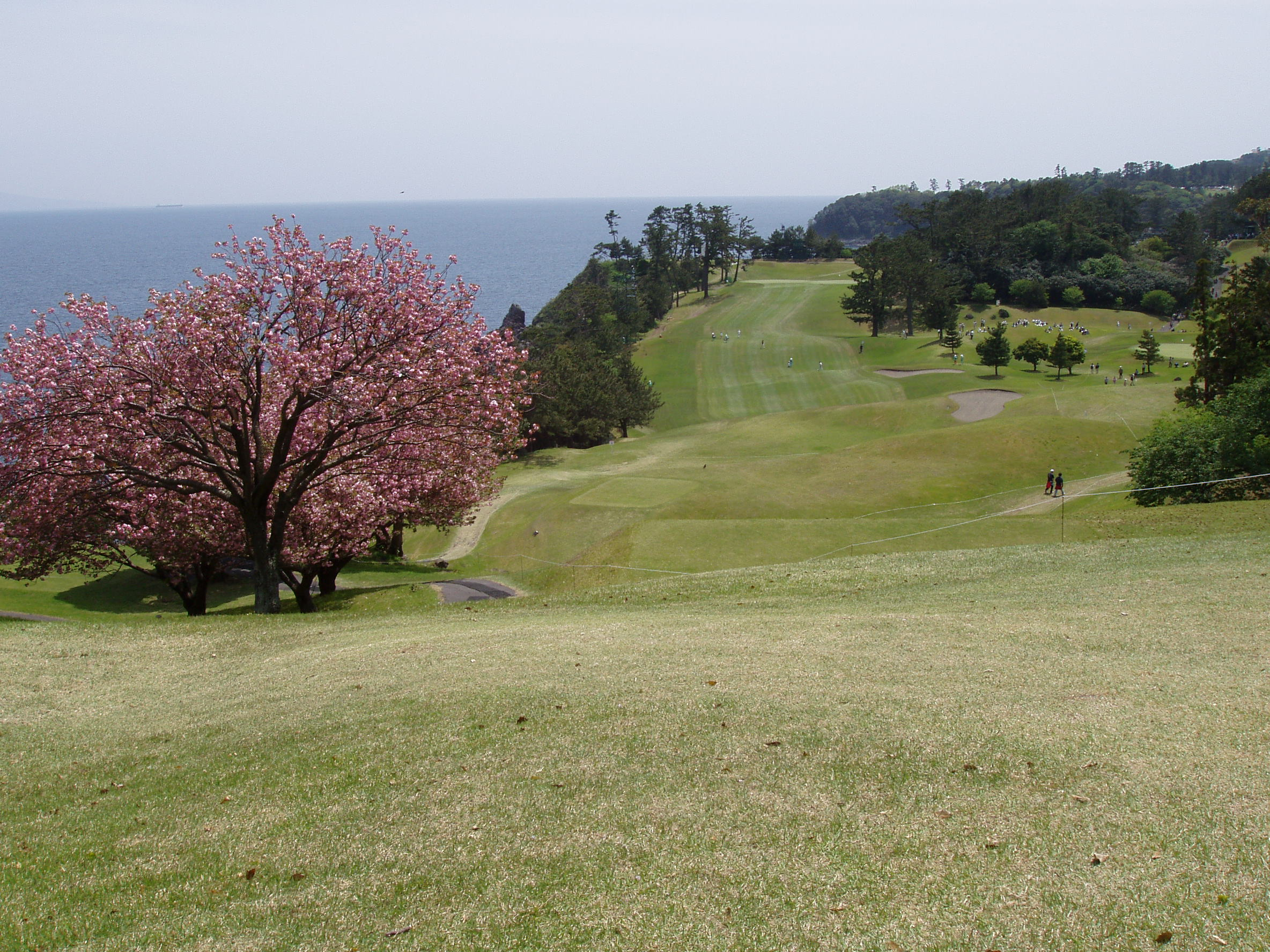
15番ホール ティーグラウンド（2005年4月23日撮影）
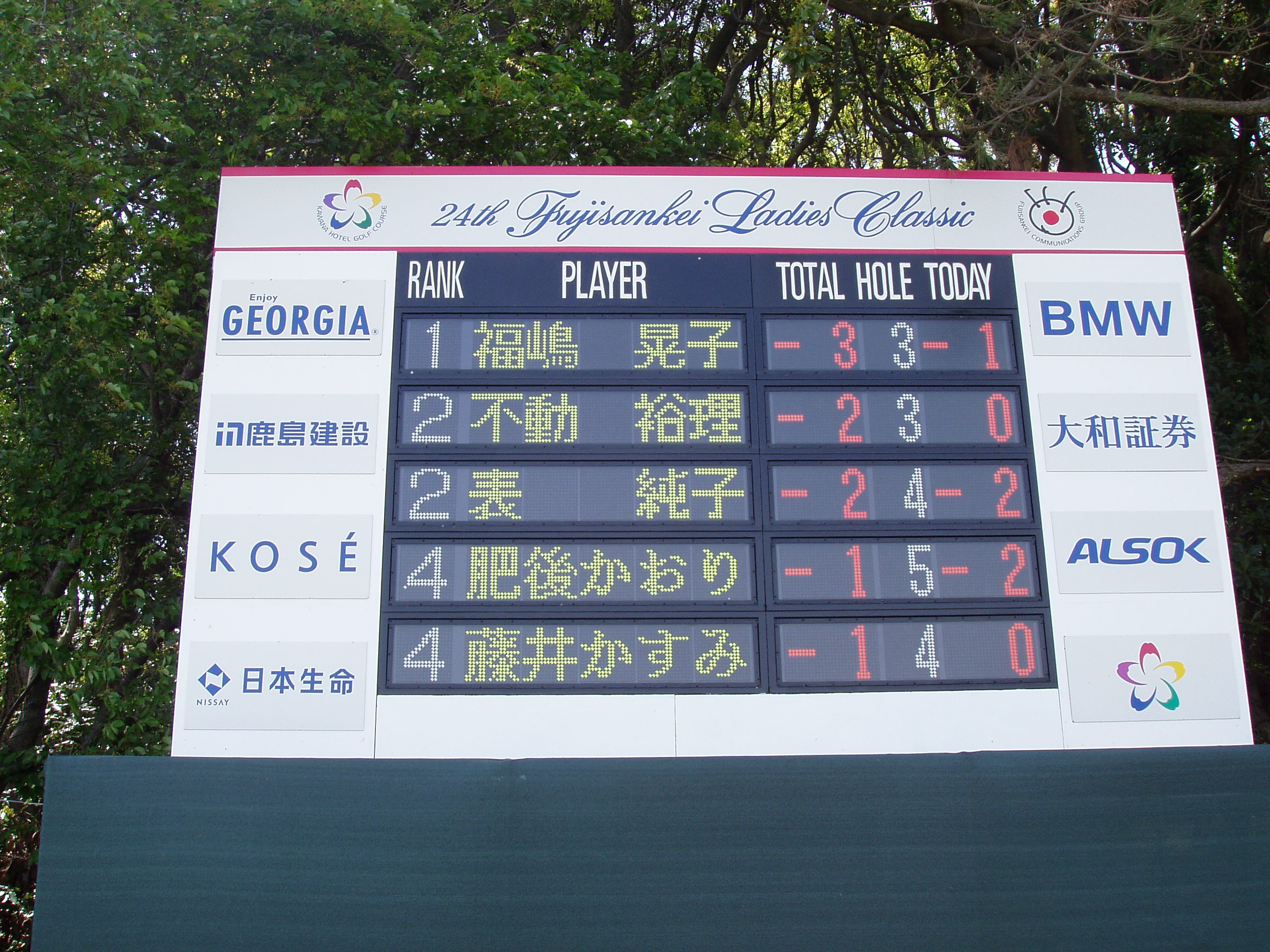
2日目のスコアボード（2005年4月23日撮影）